# 日伊現代音楽交流会
日伊現代音楽交流会は1997年より関西を拠点としながら、日本とイタリアの現代音楽を紹介する室内楽演奏会「音楽の翼　L'ALA　DELLA　MUSICA」を開催する為の会である。

## 日本初演リスト
- ルカ・ロンバルディ　告別（ピアノトリオの為の）
- ピッポ・モリーノ　前奏曲（ヴァイオリンソロの為の）、旅程Ｉ（ピアノソロの為の）
- ジョルジォ・コロンボ・タッカーニ　孤独（フルートソロの為の）、二つの練習曲（ピアノソロの為の）
- アレッサンドロ・ソルビアーティ　ピアノソナタ第一番、路（変ロ調クラリネットの為の）
- リッカルド・ノヴァ　練習曲第一番（ピアノソロの為の）

## 世界初演リスト
- ジョルジォ・コロンボ・タッカーニ　Dedalo（フルートソロと打楽器奏者のための）